# El Orinoco ilustrado y defendido

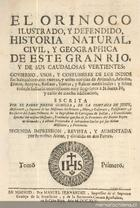
Page de titre du livre, dans sa « Segunda impression » (1745)

El Orinoco ilustrado y defendido  (L’Orénoque illustré et défendu) est un livre écrit par José Gumilla, missionnaire jésuite espagnol qui, au XVIIIe siècle, explora systématiquement le bassin de l'Orénoque, en Amérique du Sud. Le livre, publié en 1741, présente des détails sur le fleuve Orénoque et ses affluents, mais aussi les coutumes des habitants, maladies et traitements traditionnels, aliments, flore et faune, etc. Première étude sérieuse sur la région de l’Orénoque (Colombie et Venezuela actuels), le livre étonne par la qualité de ses observations anthropologiques et reste jusqu’aujourd’hui ouvrage de référence pour ceux qui s’intéressent à la région.

## Titre
Le titre complet du livre est : ‘El Orinoco ilustrado y defendido. Historia natural, civil y geográfica de este gran río y de sus caudalosas vertientes’. Publié une première fois en 1741, il fut réédité en 1745 (« Segunda impression, revista y aumentada por su mismo autor »), 1791 (à Barcelone) et 1882 (à Madrid). Une traduction française, par Marc-Antoine Eidous, parut en 1758 sous le titre de Histoire naturelle, civile et géographique de l'Orénoque et des principales rivieres qui s'y jettent (…), 3 vol., Avignon et Marseille, 1758. De nouveau publié à Bogotá, en 1955, puis à Caracas en 1963, comme N° 68 des « Fuentes para la Historia colonial de Venezuela » (Academia Nacional de la Historia).  

## Introduction
Dans l’introduction, l’auteur s’explique sur les raisons qui l’ont poussé à écrire ce livre : l’histoire ne consiste pas seulement à rendre témoignage au passé mais à aider les âges et générations futures en les éclairant, ce qui permettra de sortir de la confusion et du chaos des connaissances. Il entreprend donc cette « histoire civile et géographique naturelle » du fleuve Orénoque, incluant pays, peuples, animaux et plantes presque entièrement inconnus jusqu'alors. Pour en obtenir une « intelligence complète », il est nécessaire d’avancer avec méthode et clarté. Il est conscient de ses limites qu’il ne dépassera pas. La nouveauté de ce qu’il présente est telle qu’il s’attend à rencontrer préventions et objections, d’ailleurs nécessaires au progrès de la science. 

## Contenu
- I : Dévoile et résume ce qui est connu à ce jour grâce aux premiers ‘découvreurs’ et étrangers qui fondèrent l’unique ville de Santo Tomé.
- II : Situation du fleuve Orénoque et flux des eaux qui le remplissent.
- III : Le grand fleuve Orénoque et ses affluents.
- IV : Le climat de l'Orénoque et informations sur ses fruits.
- V : Description authentique des Indiens et de leur génie.
- VI : Leur origine et ascendance. Nudité complète de ces gens, dont les corps sont couverts de peintures.
- VII : De l'origine que prétendent avoir certains peuples de l'Orénoque. Cela révèle  quelque chose de leur véritable origine.
- VIII : Son manque de gouvernement civil et domestique et de l'éducation donnée à leurs enfants.
- IX : Génie et vie du peuple guarauna. Ce qu'ils boivent et mangent.
- X : Génie des autres peuples des rives de l'Orénoque, jusqu'à l'embouchure du fleuve Apure.
- XI : Génie et coutumes inusitées des Indiens Otomaques et Guamos.
- XII : Continue avec les coutumes et usages des peuples autres que les Otomaques.
- XIII : Us et coutumes, et les rares honneurs que les païens donnent à leurs défunts.
- XIV : Cérémonies que les autres peuples rendent à leurs défunts.
- XV : Comment ils s'occupent des malades. Comment ils guérissent et comment meurent ces Indiens.
- XVI : Contredisant amicalement Mr Noblot, au folio 520 de son volume V de son ‘histoire et géographie universelle’.
- XVII : Continue les investigations sur le passé avec des informations nouvelles sur la foi des Indiens.
- XVIII : Aperçu des génies et des us des autres peuples qui ont été découverts autour de l’Orénoque jusqu'à l'année courante de 1740.
- XIX : De la chasse aux animaux. Des résines et arômes des Indiens des forêts, avec les fruits sauvages et les racines médicinales.
- XX : Variétés de poissons et manières qu’ont les Indiens de les pêcher. Des propriétés médicinales que l'on découvre chez certains poissons.
- XXI : Magnifique récolte de tortues qu’obtiennent les Indiens de l'Orénoque. Des œufs que l'on en obtient de leur huile.
- XXII : La méthode plus commode pour la première entrée d'un missionnaire dans ces terres de gentils.
- XXIII : Fertilité de la terre et fruits précieux qu’offre le sol de l'Orénoque et ses aspects Comme dernier sujet de cette première partie est traitée la célèbre ville de Manoa.

## Contributions à la médecine
Le livre est une contribution importante à l’ethnomédecine. Il apporte beaucoup d’informations sur les plantes, les poisons, les traitements médicaux, insectes venimeux, etc. Le livre décrit également maladies et leurs symptômes avec les traitements conçus par les indigènes pour apporter la guérison.